# 김종순 (1886년)
김종순(金鍾淳, 일본식 이름: 金原種淳가네하라 슈준, 1886년 11월 1일 ~ 1957년 4월 7일)은 일제강점기의 관료이다.

## 생애
전라북도 전주군 출신이다. 1908년에 전주에 있던 사립학교인 전주진명야학교를 졸업하고 이듬해 공립전주보통학교 보습과를 졸업하였다.
학교를 졸업하던 해인 1909년에 전라북도 군주사채용시험에 합격하여 전라북도 관찰도 지방과 사무견습이 되면서 대한제국 말기에 관계에 입문했다. 같은 해 군주사에 임명되어 전라북도 부안군에 발령받았고, 이듬해에는 전주군과 태인군으로 이동해 근무했다.
1910년에 한일 병합 조약이 체결되어 조선총독부로 소속이 변경되었다. 총독부 도서기에 임명되어 태인군을 거쳐 1914년에는 정읍군, 1918년에는 옥구군, 1921년에는 전주군에서 근무했다. 1923년에 남원군 권업과장, 1925년에 진안군 서무주임을 거쳤고, 1930년에 총독부 군수로 승진하여 무주군, 임실군, 금산군 군수를 역임했다.
무주군수로 재직 중이던 1935년에 총독부가 편찬한 《조선공로자명감》에 조선인 공로자 353명 중 한 사람으로 수록되었다. 총독부가 시정 25주년을 기념해 표창한 표창자 명단에도 들어 있다. 일본 정부로부터 훈5등 서보장을 수여받는 등 1938년을 기준으로 정6위 훈5등에 서위되어 있었다.
2008년에 발표된 민족문제연구소의 친일인명사전 수록예정자 명단 가운데 관료 부문에 선정되었으며 2009년 친일반민족행위진상규명위원회가 발표한 친일반민족행위 705인 명단에 포함되었다.

## 참고자료
- 김종순(金鍾淳) - 국사편찬위원회